# جيك هووكر (صحفي)
جيك هووكر (بالإنجليزية: Jake Hooker)‏ هو صحفي أمريكي، ولد في 27 أكتوبر 1973.